# Arizona Sky
Arizona Sky (tj. Arizonské nebe) je americký hraný film z roku 2008, který režíroval Jeff London podle vlastního scénáře.

## Dějiny
Kyle a Jake jsou kamarádi, kteří spolu vyrůstají na venkově v Arizoně. Jejich osudy se rozejdou, když se Jake odstěhuje s rodiči. Po 15 letech Jake pracuje jako filmový producent. Ač je v práci úspěšný, v životě se cítí unavený a stresovaný. Jeho asistent Brian ho přemluví, aby si odpočinul od stresu a odjel na klidnou dovolenou. Rozhodně se zajet do svého rodného města v Arizoně. Po příjezdu do městečka Jake najde v telefonním seznamu Kyleho tetu Elaine. Díky ní zjistí, že Kyle zde stále žije. Vaří v místní restauraci, pracuje na farmě a dělá mechanika se svým bratrancem Heathem. Oba muži zjistí, že i po letech k sobě cítí vzájemnou náklonnost.

## Obsazení
| Eric Dean         | Jake           |
| Blaise Embry      | Jake v dětství |
| Jayme McCabe      | Kyle           |
| Kyle Buckland     | Kyle v dětství |
| Patricia Place    | teta Elaine    |
| Evan Cuthbert     | Brian          |
| Brent King        | Steve          |
| Emerson Smith     | Heath          |
| Bernadette Murray | Cora           |